# Серебрянь (Тульская область)
Серебрянь (Георгиевский погост) — упразднённое село на территории бывшего Алексинского района Тульской области России. До упразднения уездно-губернского деления входило в состав Спас-Конинской волости Алексинского уезда Тульской губернии.

## Топоним
Названо по протекавшей рядом речке или ручью Серебрянка (название не сохранилось).

## География
Находилось в северо-западной части региона, в пределах северо-восточного склона Среднерусской возвышенности, в подзоне широколиственных лесов, в болотистой местности, на расстоянии: от Тулы — 46 км, Алексина — 8 км. В непосредственной близости от него находились существующие до сих пор деревни Свиридово (ближайшая), Марьинка, Ладерево.

### Климат
Климат местности, как и во всём районе, характеризуется как умеренно континентальный, с ярко выраженными сезонами года. Средняя температура воздуха летнего периода — 16 — 20 °C (абсолютный максимум — 38 °С); зимнего периода — −5 — −12 °C (абсолютный минимум — −46 °С).
Снежный покров держится в среднем 130—145 дней в году.
Среднегодовое количество осадков — 650—730 мм.

## История
Существовало, как минимум с середины XVII века, как владение храма (не было помещичьим владением). В Приходных окладных книгах жилых данных церквей Алексинской десятины упомянута прибывшая в патриаршую область из другой епархии в 1669 году церковь: «.…великомученника Георгия на Серебряне». В 1679 году числилось: двор попа, двор дьяконов, в приходе 5 вотчинных дворов, 46 дворов крестьянских, 44 двора бобыльских, 7 дворов людских, пашни церковной 6 четей, сена 8 копен. В 1880 году церкви даны 1 рубль и 26 алтын, в 1746 году — 2 рубля и 20 копеек.
Время возникновения прихода неизвестно. Приход храма, кроме села состоял из деревень: Божениново, Горяиново, Казначеево (Казначеевка), Кудашево (Кудашевка), Ладырево (Ладерево), Марьинка (Марьино, Марьинские Дворы), Салуково (Савлуково, Слуково), Свиридово (Свиридовка). В приходе в 1895 году насчитывалось 517 человек мужского пола и 500 женского.
В 1794 году в селе построен деревянный храм Святого Георгия Победоносца, с погостом, поэтому местность также была известна как Георгиевский погост. Храм построен на средства прихожан и просуществовал до 1868 года. На завещанные средства Тимашенковой, в 1868 году построен новый каменный храм в честь того же Святого Георгия, с пределами в честь святителей Димитрия Ростовского и Николая Чудотворца. Штат церкви состоял из священника и псаломщика. Имелось церковной земли: усадебной — 3 десятины, полевой — 24 десятины, сенокосной — 10 десятин и неудобной земли — 115 сажень и под кладбищем 1478 сажень.
В Серебряни происходила ежегодная ярмарка, куда приезжали из окрестных деревень, а также из Алексина.
«Селом» названо номинально, в связи с наличием храма, но фактически все местные жители обслуживали храм или погост, поэтому после упадка храма, как населённый пункт Серебрянь исчезает. Вероятно, что в результате коллективизации в СССР в 1930-х годах, предусматривающее переселение жителей мелких деревень в более крупные и на их основе создание мощных колхозов, жителей переселили в другие сёла. На картах 1941 г. село уже отсутствует.